# Nyara Guessam
Nyara Guessam est un village du Cameroun situé dans la région de l'Adamaoua et le département de Mayo-Banyo. Il appartient à la commune de Mayo-Darlé.

## Géographie

### Ressources naturelles
Le village dispose d'un lac, de forêts sacrées, néanmoins en voie de disparition.

## Éducation
En 2011, il est constaté le manque d'enseignants formés pour ce village.